# رنگ‌های اشتباه (فیلم ۱۹۱۴)
رنگ‌های اشتباه (انگلیسی: False Colors) یک فیلم در ژانر صامت و درام به کارگردانی لوئیس وبر است که در سال ۱۹۱۴ منتشر شد.